# BMW E63
BMW E63/E64 — второе поколение BMW 6. Начало выпуска — 2003 год; конец выпуска — 2010 год.

## Описание
Производство автомобилей BMW E63 и BMW E64 началось в конце 2003 года. Автомобиль производился с купеобразным (E63) или кабриолетным кузовом (E64). Версии с откидной крышей получили название 630i Cabriolet и 645Ci Cabriolet.
Двери и капот сделаны из алюминия, тогда как багажник и передние крылья сделаны из углепластика. Масса варьируется от 1490 до 1930 кг. Максимальная скорость ограничена до 250 км/ч.
Автомобиль BMW E63 производится с 2003 года, тогда как автомобиль BMW E64 производится с 2004 года.
За всю историю производства модели оснащались двигателями внутреннего сгорания собственного производства. Трансмиссии:
- МКПП ZF S6-37 (630Ci / 630i).
- МКПП ZF S6-53 (645Ci / 650i / M6).
- АКПП ZF 6HP19 (630Ci / 630i).
- АКПП ZF 6HP26 (635d / 645Ci / 650i).
- АКПП ZF 6HP28 (635d LCI / 650i LCI).
- 6-скор. SMG (630i / 645Ci / 650i)[19][20].
- 7-скор. SMG III (M6)[21].

С 2005 года производится модель BMW M6. Автомобиль оснащён двигателем внутреннего сгорания BMW S85 (V10). С 2006 года производился также кабриолет. В США на автомобиль ставили 6-ступенчатую, механическую трансмиссию. Большинство моделей оснащены 7-ступенчатой трансмиссией SMG III.
В сентябре 2007 года модель прошла рестайлинг.

## Двигатели

### Бензиновые двигатели внутреннего сгорания
| Модель | Годы производства | Двигатель     | Мощность                            | Крутящий момент              |
| ------ | ----------------- | ------------- | ----------------------------------- | ---------------------------- |
| 630Ci  | 2005–2007         | BMW N52       | 190 кВт (258 л. с.) при 6600 об/мин | 300 Н*м при 2500—4000 об/мин |
| 630i   | 2007–2010         | BMW N53       | 200 кВт (272 л. с.) при 6700 об/мин | 320 Н*м при 2750—3000 об/мин |
| 630i   | 2007–2010         | BMW N52       | 190 кВт (258 л. с.) при 6600 об/мин | 300 Н*м при 2500—4000 об/мин |
| 645Ci  | 2004–2005         | BMW N62 (V8)  | 245 кВт (333 л. с.) при 6100 об/мин | 450 Н*м при 3600 об/мин      |
| 650i   | 2006–2010         | BMW N62 (V8)  | 270 кВт (367 л. с.) при 6300 об/мин | 490 Н*м при 3400 об/мин      |
| M6     | 2005–2010         | BMW S85 (V10) | 373 кВт (507 л. с.) при 7750 об/мин | 520 Н*м при 6100 об/мин      |

### Дизельные двигателивнутреннего сгорания
| Модель | Годы производства | Двигатель | Мощность                            | Крутящий момент              |
| ------ | ----------------- | --------- | ----------------------------------- | ---------------------------- |
| 635d   | 2007–2010         | BMW M57   | 210 кВт (286 л. с.) при 4400 об/мин | 580 Н*м при 1750—2250 об/мин |

## Галерея

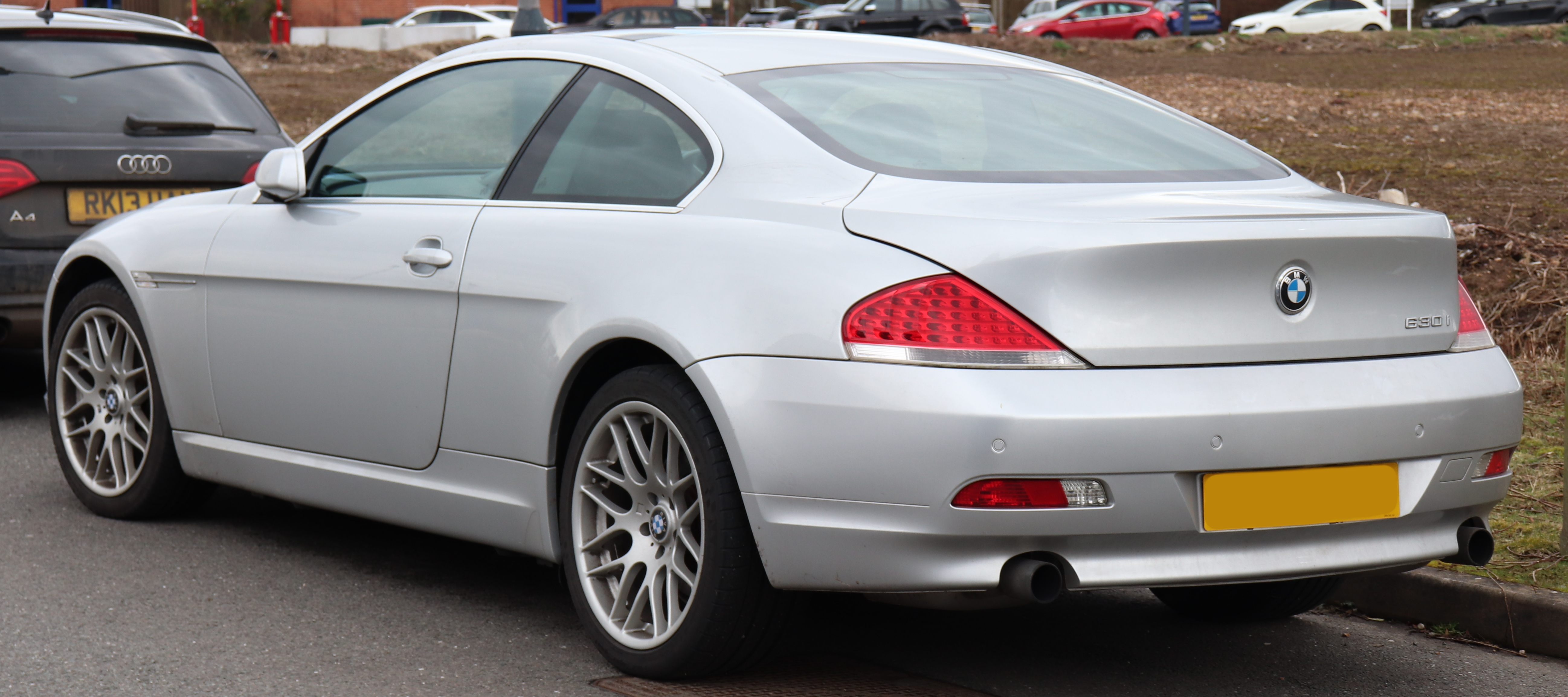
BMW 645Ci
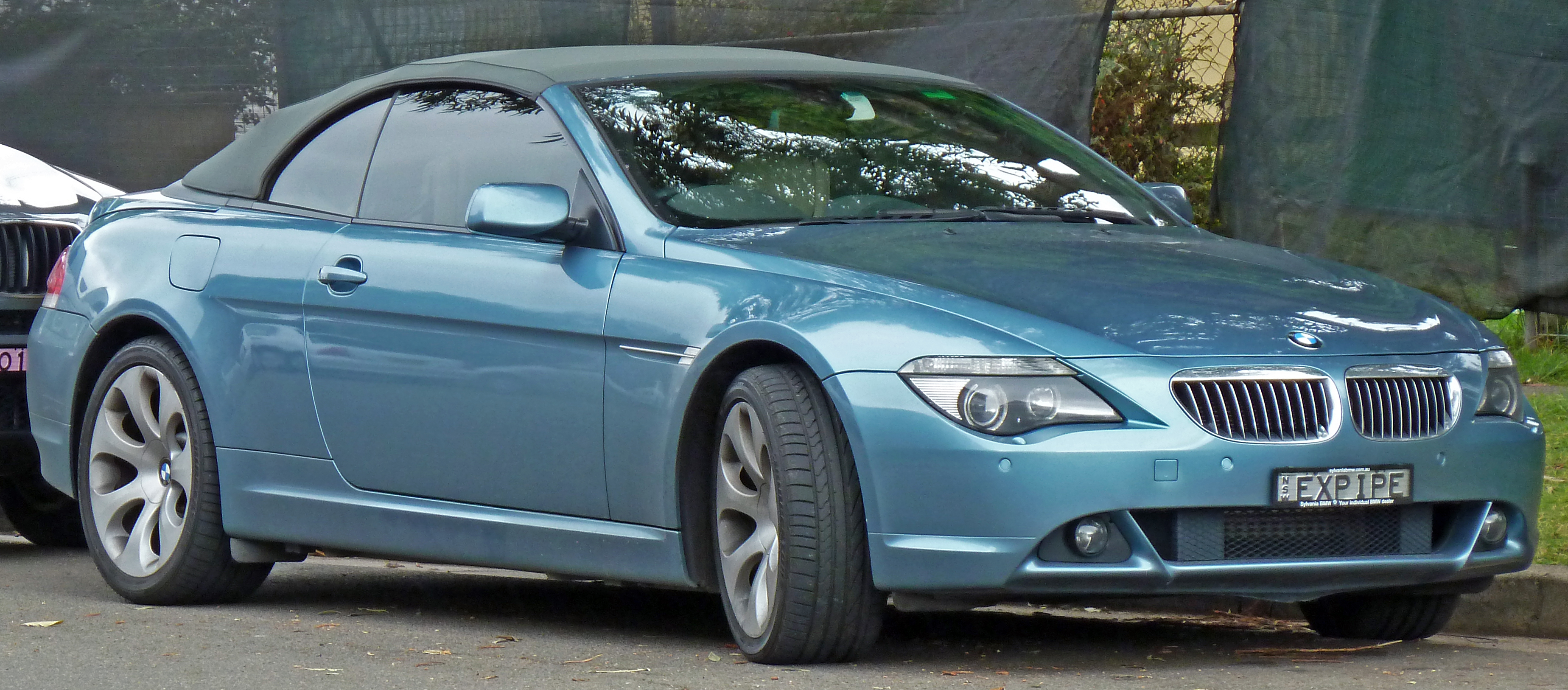
BMW 645Ci
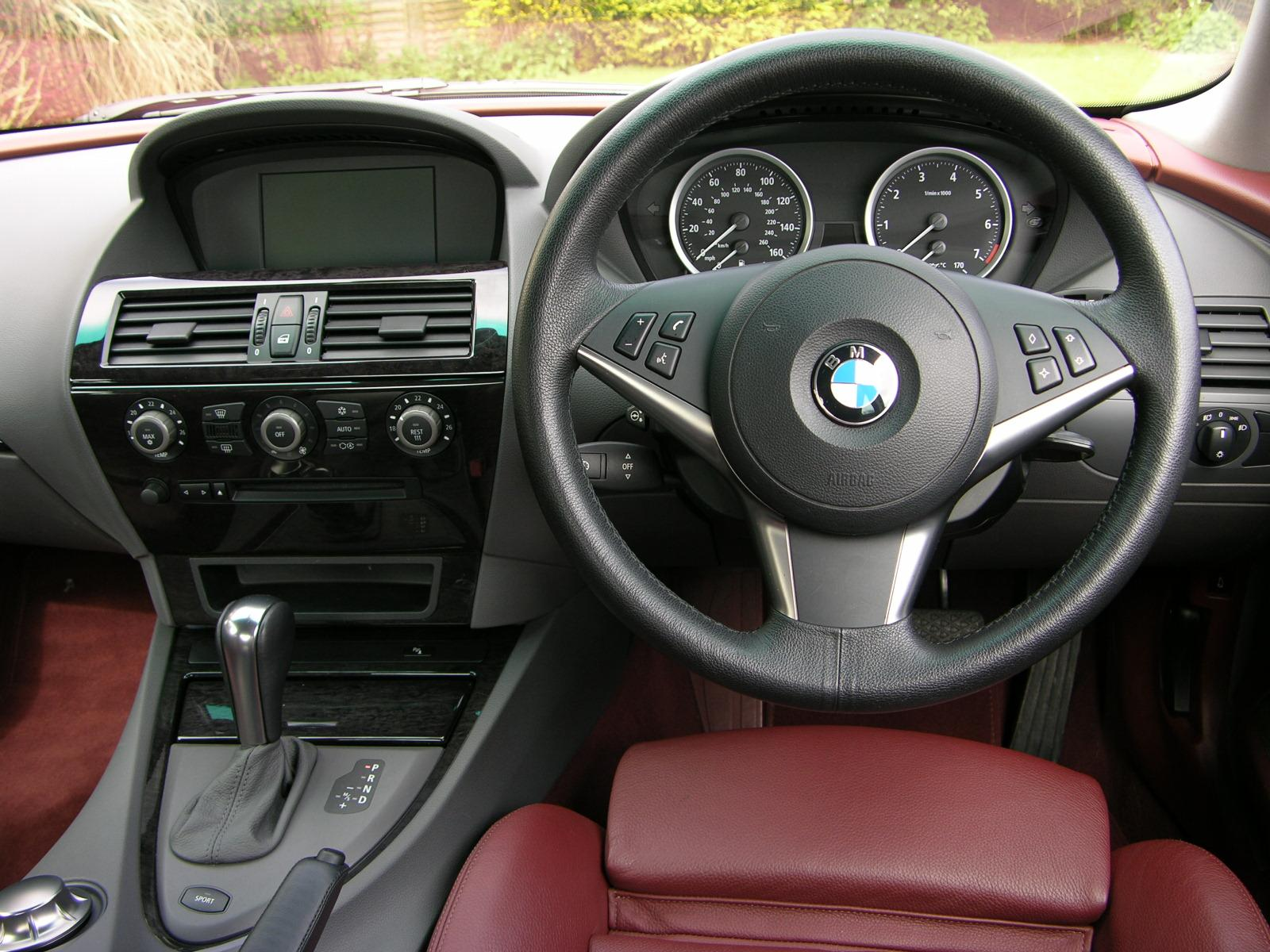
Место водителя
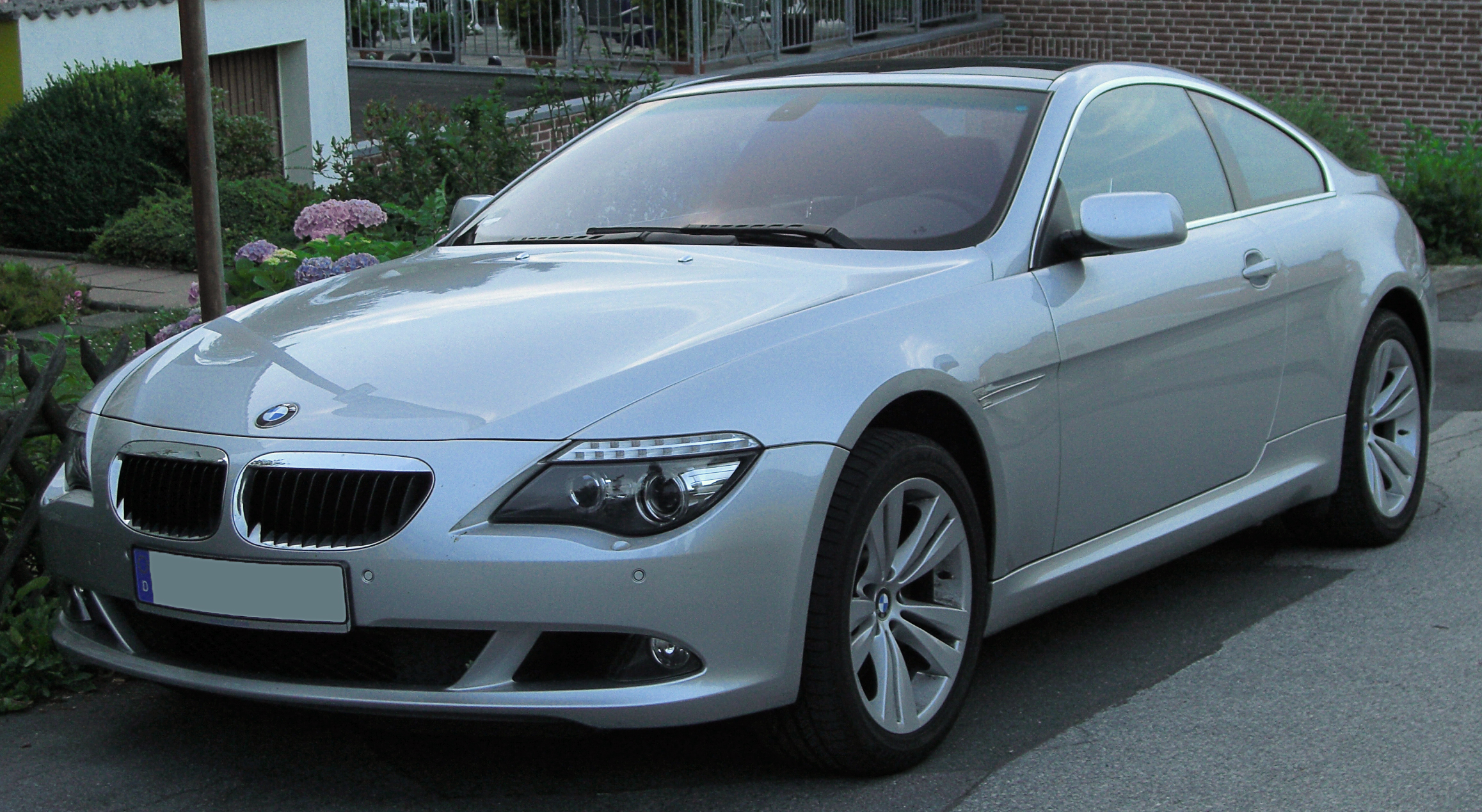
BMW 650Ci
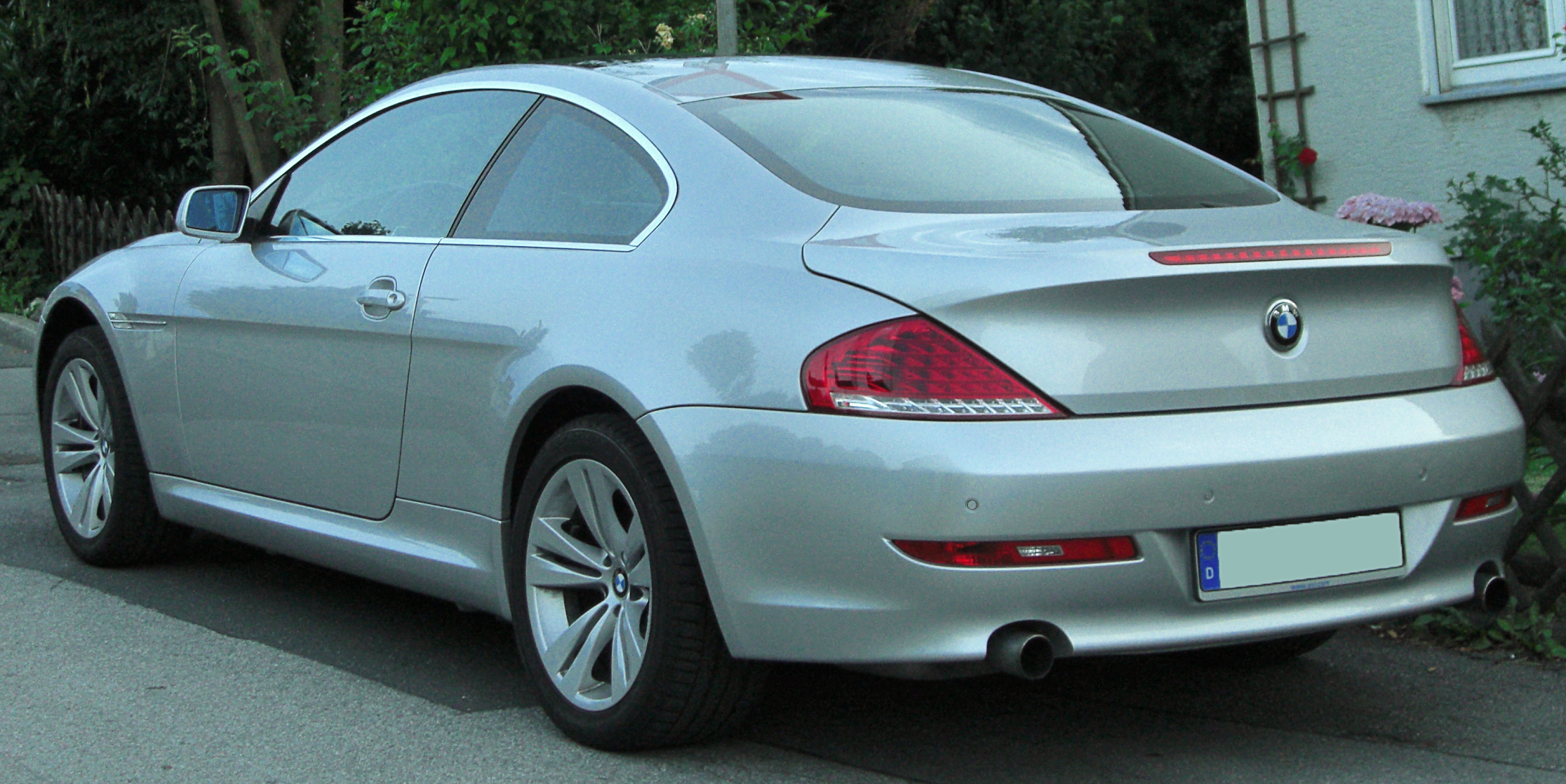
BMW 650Ci
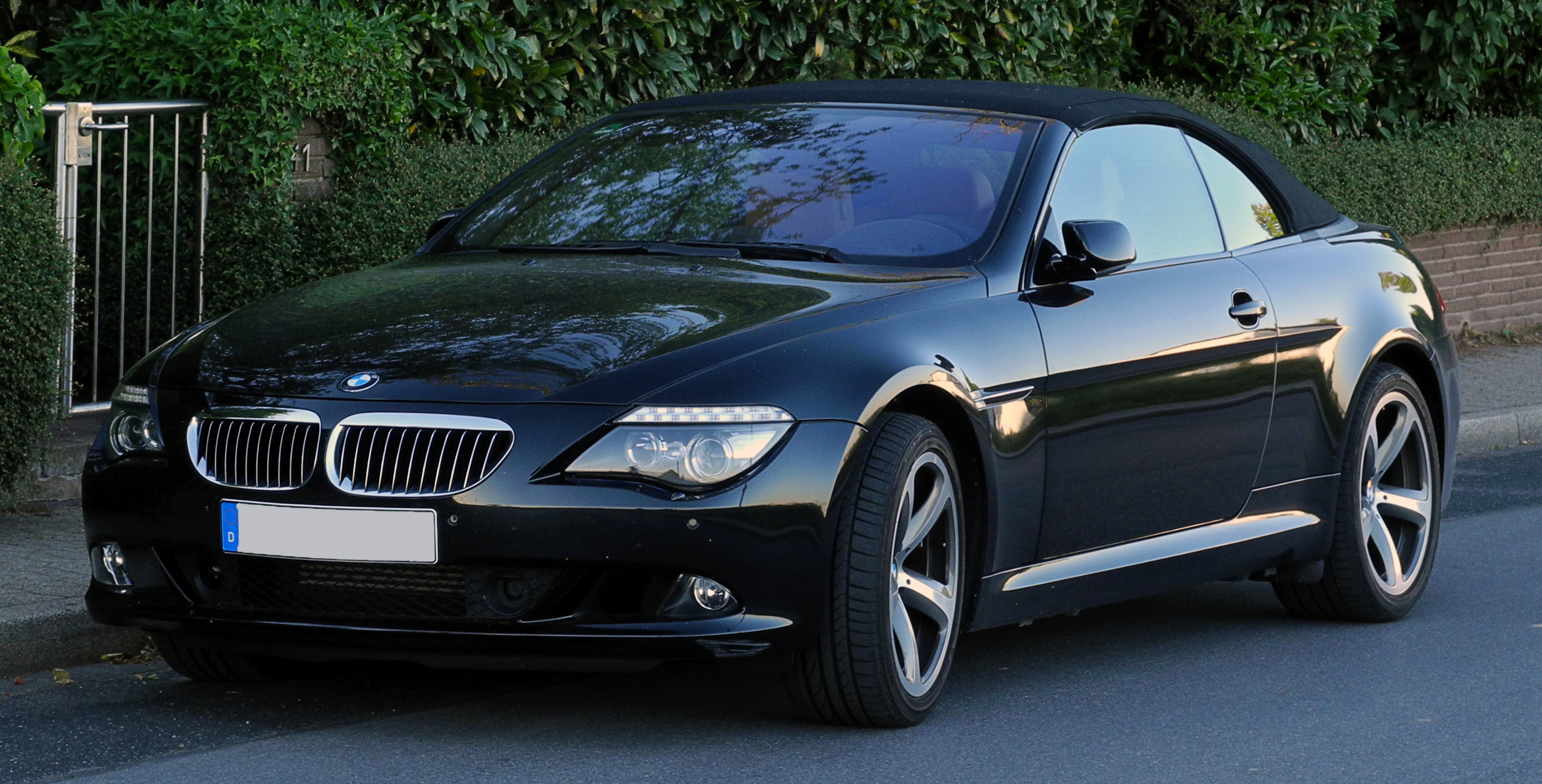
BMW 650i
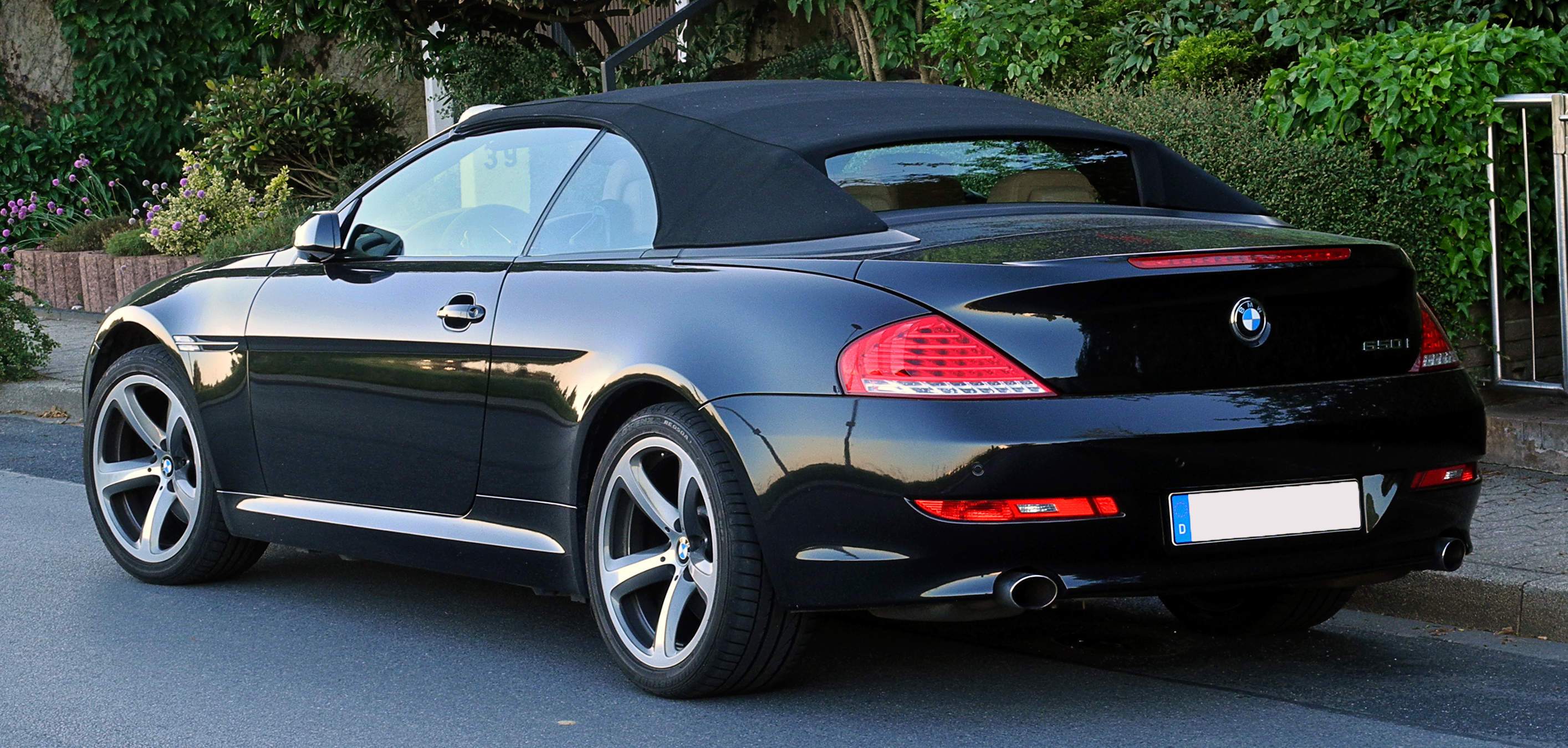
BMW 650i

## Продажи
| Год    | Всего  | Купе   | Кабриолет |
| ------ | ------ | ------ | --------- |
| 2004   | 21040  | 12,332 | 8708      |
| 2005   | 23340  | 12,447 | 10893     |
| 2006   | 21947  | 11,941 | 10006     |
| 2007   | 19626  | 9,967  | 9659      |
| 2008   | 16299  | 8,337  | 7962      |
| 2009   | 8648   | 4,501  | 4147      |
| 2010   | 5848   | 3,050  | 2798      |
| Всего: | 116748 | 62575  | 54173     |